# Malepellis extincta
Malepellis extincta Petrunkevitch, 1971 è un ragno fossile appartenente alla famiglia Linyphiidae.
È l'unica specie nota del genere Malepellis.

## Caratteristiche
Gli esemplari finora raccolti risalgono al Neogene.

## Distribuzione
L'unica specie oggi nota di questo genere è stata rinvenuta in un'ambra del Chiapas, regione del Messico.

## Tassonomia
Dal 1971 non sono stati esaminati altri esemplari, né sono state descritte sottospecie.